# Iglesia de Santa María Magdalena (Villahermosa del Campo)
La iglesia de Santa María Magdalena es un templo católico situado en la localidad aragonesa de Villahermosa del Campo (España). En 2004 fue declarado Bien Catalogado. Se trata de una edificación de origen medieval, probablemente del siglo XIII, ampliada en el siglo XVI, hecho apreciable tanto en el cambio de materiales como de formas a media altura de los muros.
La parte inferior está realizada en mampostería combinada con sillar, mientras que la superior está realiza en ladrillo y muestra elementos decorativos mudéjares que contrastan fuertemente con el estilo románico de transición de la parte inferior.
Consta de una nave única de tres tramos con dos capillas laterales a ambos lados y ábside poligonal cubierto por una bóveda de lunetos, mientras que la nave sólo presenta bóveda de cañón con lunetos en sus dos primeros tramos y de crucería en el de los pies, similar a la de las dos capillas laterales del Evangelio.
Actualmente el ingreso principal se sitúa en el hastial occidental, en cuyo ángulo meridional se alza la torre, también de tradición mudéjar, decorada con rombos y esquinillas. Su estado de conservación es bueno en general.